# Giochi d'estate
Giochi d'estate é um filme de drama suíço de 2011 dirigido e escrito por Rolando Colla. Foi selecionado como representante da Suíça à edição do Oscar 2012, organizada pela Academia de Artes e Ciências Cinematográficas.

## Elenco
- Fiorella Campanella - Marie
- Armando Condolucci - Nic
- Alessia Barela - Adriana
- Antonio Merone - Vincenzo